# بيت السلفي (المخادر)

تعديل مصدري - تعديل

بيت السلفي محلة تابعة لقرية القلعة، التابعة لعزلة بني سرحة بمديرية المخادر إحدى مديريات محافظة إب في الجمهورية اليمنية، بلغ تعداد سكانها 24 حسب تعداد اليمن لعام 2004.